# Caius Sulpicius Longus
Caius Sulpicius Longus (Kr. e. 4. század) ókori római politikus és hadvezér, az előkelő patricius Sulpicia gens tagja volt.
Quintus nevű nagyapja Kr. e. 390-ben volt consuli hatalmú katonai tribunus, apjáról csak annyit tudunk, hogy Serviusnak hívták. Caius háromszor viselt consuli hivatalt a második szamnisz háború során: Kr. e. 337-ben, Kr. e. 323-ban, végül Kr. e. 314-ben. Utóbbi évben kollégájával, Marcus Poetelius Libóval döntő győzelmet aratott a szamniszok felett Caudium közelében, amiért végül egymaga triumphust tarthatott. Kr. e. 312-ben dictator volt. A Fasti Capitolini egy töredékes része alapján feltételezhető, hogy Kr. e. 319-ben censori magistraturát is betöltött.